# Chi Ngỗng
Chi Ngỗng (danh pháp khoa học: Anser) bao gồm các loài ngỗng xám và ngỗng trắng. Nó thuộc về phân họ chứa các loài ngỗng thật sự và thiên nga, với tên khoa học gọi là Anserinae. Chi này có sự phân bố ở Bắc bán cầu, với ít nhất 1 loài sinh sản tại bất kỳ môi trường sinh sống ẩm ướt và thưa cây cối cận Bắc cực và ôn đới lạnh của Bắc bán cầu về mùa hè. Một vài loài còn sinh sản xa hơn về phía nam, đạt tới vùng ôn đới ấm. Chúng chủ yếu di trú về phía nam khi mùa đông tới, thông thường là tới các khu vực vùng ôn đới có đường đẳng nhiệt trong tháng 1 nằm trong khoảng từ 0 °C (32 °F) tới 5 °C (41 °F). Tên gọi của chúng là ngỗng hay nhạn, với tên gọi nhạn (雁) là sự vay mượn từ tiếng Trung, đặc biệt sử dụng nhiều trong văn chương.
Chi này hiện nay được coi là chứa 10 loài còn sinh tồn. Loài có kích thước lớn nhất là ngỗng xám cân nặng 2,5-4,1 kg (5,5-9 pao) và nhỏ nhất là ngỗng Ross chỉ nặng 1,2-1,6 kg. Tất cả các loài có chân màu hồng hay da cam và mỏ màu hồng, da cam hay đen. Chúng có lông bụng và mặt trên lông đuôi màu trắng, một số loài có các vệt màu trắng trên đầu. Cổ, thân, cánh có màu xám hay trắng, với lông bay chính (và thông thường cả lông bay phụ) màu đen hay ánh đen. Các loài ngỗng "đen" có quan hệ họ hàng gần, thuộc chi Branta, khác chúng ở chỗ có chân đen và bộ lông nói chung sẫm màu hơn.

## Hệ thống, phân loại và tiến hóa

### Các loài còn sinh tồn
- Ngỗng thiên nga hay nguyên nga, hồng nhạn, đại nhạn: Anser cygnoides – đôi khi tách ra thành chi Cygnopsis
- Ngỗng đậu hay hồng, mạch nga, đậu nhạn, đại nhạn: Anser fabalis. Năm 2007, AOU tách ra thành 2 loài khác biệt là:
  - Ngỗng đậu taiga: Anser (fabalis) fabalis hay Anser fabalis nghĩa hẹp (sensu stricto).
  - Ngỗng đậu tundra: Anser (fabalis) serrirostris hay Anser serrirostris.
- Ngỗng chân hồng: Anser brachyrhynchus
- Ngỗng ngực trắng: Anser albifrons
  - Ngỗng ngực trắng Greenland: Anser (albifrons) flavirostris
- Ngỗng ngực trắng nhỏ: Anser erythropus
- Ngỗng xám hay ngỗng xám, hôi nhạn, sa nga, sa nhạn: Anser anser[2]
- Ngỗng Ấn Độ hay ngỗng đầu vạch kẻ, ban đầu nhạn, bạch đầu nhạn: Anser indicus[2] – đôi khi tách ra thành chi Eulabeia
- Ngỗng tuyết, tuyết nhạn, khảo nhạn, bạch nhạn: Anser caerulescens - đôi khi tách ra thành chi Chen
- Ngỗng Ross: Anser rossii – đôi khi tách ra thành chi Chen
- Ngỗng hoàng đế, đế nhạn, hoàng nhạn: Anser canagicus – đôi khi tách ra thành chi Chen hay chi Philacte

Nhóm ngỗng trắng đôi khi tách ra thành chi Chen, với 1 loài trong đó đôi khi tách ra thành chi Philacte. Chúng không thể phân biệt về mặt giải phẫu, nhưng có một vài chứng cứ về dòng dõi khác biệt trong lượng giá các dữ liệu phân tử. Trong khi phần lớn các công trình nghiên cứu điểu học theo truyền thống đều gộp chi Chen vào trong chi Anser, thì Hiệp hội các nhà điểu học Hoa Kỳ (AOU) và IUCN lại tách chúng riêng ra.
Một vài tác giả lại coi một số phân loài như là các loài tách biệt (đáng chú ý là ngỗng đậu tundra) hay như là các "loài" mà có lẽ sẽ tách ra trong tương lai (đáng chú ý là ngỗng ngực trắng Greenland).

### Hóa thạch
Hàng loạt các loài hóa thạch đã được định vị vào chi này. Do các loài ngỗng thật sự gần như không thể gán bằng cách nghiên cứu xương vào chi này nên điều đó cần phải xem xét với sự cẩn trọng. Có thể thừa nhận với độ chắc chắn hạn chế rằng các hóa thạch ở châu Âu từ các khu vực đã biết trong lục địa là thuộc về chi Anser. Do loài liên quan tới ngỗng Canada đã được mô tả từ Hậu Miocen trở đi tại Bắc Mỹ, đôi khi là từ cùng các vị trí như loài ngỗng xám (giả định), nó đưa ra sự nghi vấn lớn về sự chính xác của việc gán theo di truyền đối với vị trí của hóa thạch "ngỗng" giả định ở Bắc Mỹ. Loài từ Tiền Pliocen Branta howardae là một trong các trường hợp trong đó các nghi vấn được thể hiện về sự gán ghép theo di truyền của nó. Tương tự, Heterochen = Anser pratensis dường như khác biệt rõ rệt từ các loài khác trong chi Anser và có lẽ nên đặt trong chi khác; nói cách khác, nó có thể là ví dụ duy nhất về ngỗng xám đã thích nghi với việc đậu trên cây. Short (1970)  cho rằng loài chim này hơi giống các loài ngỗng, thiên nga, vịt khoang và "Cairinini" hay "vịt đậu cây". Nhóm cuối cùng này đã biết như là một tổ hợp cận ngành với các loài thủy điểu với các tương tự hình thái của chúng là sản phẩm của tiến hóa hội tụ về phía có khả năng đậu trên cây.
- Anser atavus (Trung/Hậu Miocen ở Bavaria, Đức) – đôi khi trong chi Cygnus
- Anser arenosus (Big Sandy Hậu Miocen ở Wickieup, Hoa Kỳ)
- Anser arizonae (Big Sandy Hậu Miocen ở Wickieup, Hoa Kỳ)
- Anser cygniformis (Hậu Miocen ở Steinheim, Đức)
- Anser oeningensis (Hậu Miocen ở Oehningen, Thụy Sĩ)
- Anser thraceiensis (Hậu Miocen/Tiền Pliocen ở Trojanovo, Bulgaria)
- Anser pratensis (Valentine Tiền Pliocen ở quận Brown, Hoa Kỳ) – có thể tách ra để đặt vào chi Heterochen
- Anser pressus (Glenns Ferry Hậu Pliocen ở Hagerman, Hoa Kỳ) – trước đây là Chen pressa
- Anser thompsoni (Pliocen ở Nebraska)
- Anser azerbaidzhanicus (Tiền? Pleistocen ở Binagady, Azerbaijan)

Loài thiên nga ở Malta (Cygnus equitum) đôi khi cũng được đặt trong chi Anser, và Anser condoni là từ đồng nghĩa của Cygnus paloregonus. Mẫu hóa thạch "ngỗng" từ Tiền-Trung Pleistocen ở El Salvador là khá giống với Anser. Xương cánh trái (mẫu vật MUHNES 2SSAP30-853) và xương đòn trái (mẫu vật MUHNES 2SSAP30-545), dường như là của một con chim. Với niên đại của nó thì dường như nó thuộc về chi đang có loài sinh tồn và địa sinh học chỉ ra rằng Branta cũng có thể là một ứng viên khác.
?Anser scaldii (Hậu Miocen ở Antwerp, Bỉ) có thể là vịt khoang.

## Sinh thái học

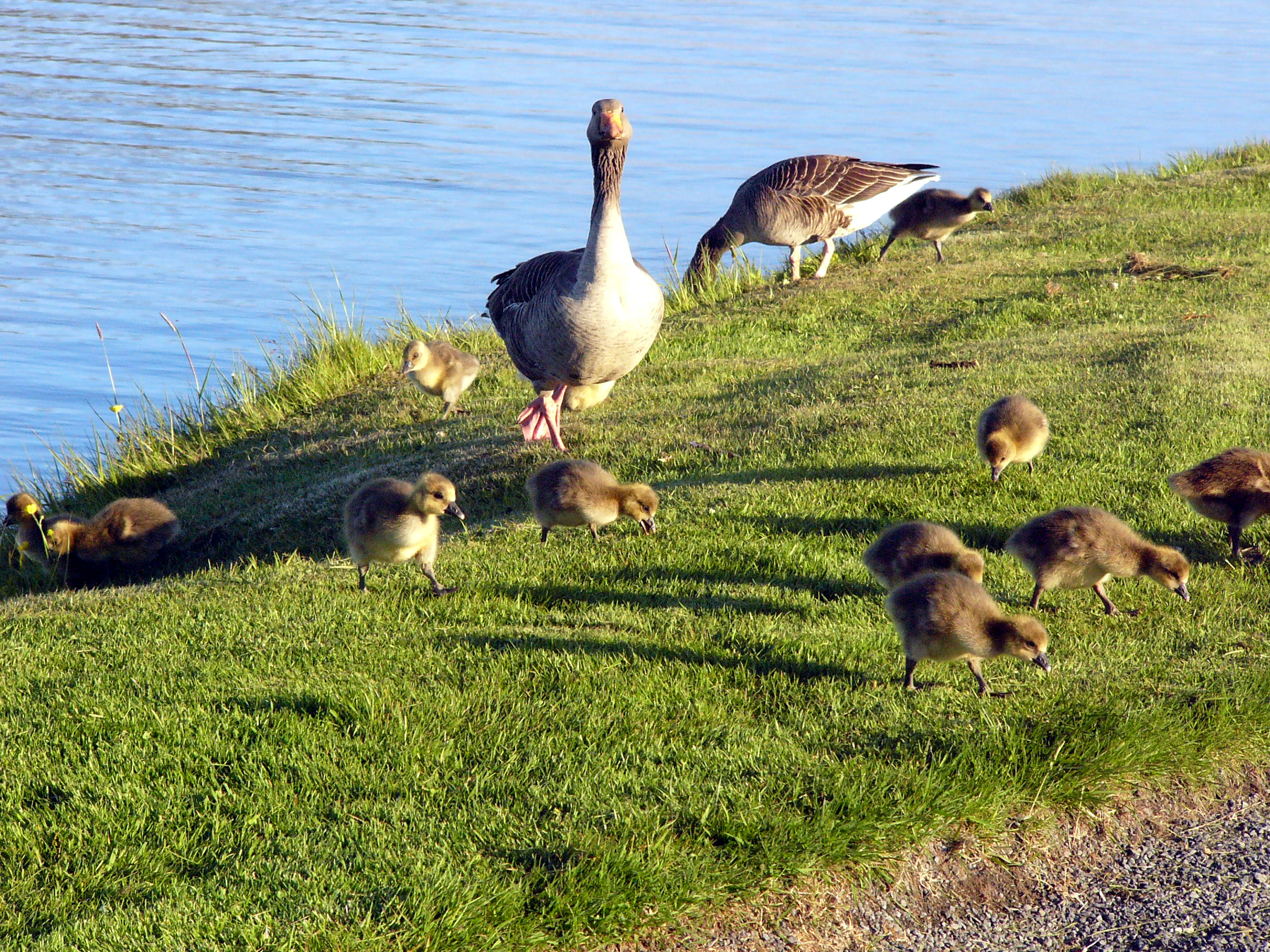
Một gia đình ngỗng xám gặm cỏ ven hồ nước

Các loài ngỗng chủ yếu là động vật ăn cỏ ở các vùng đất lầy lội, với khả năng bơi lội tốt nhờ các chân màng, mặc dù chúng cũng tích cực gặm cỏ tại các vùng đất khô. Khi kiếm ăn trong nước, chúng thường lặn cắm đầu xuống để tìm kiếm các loại cỏ mọc ngầm dưới nước.
Các cặp sinh sản thường là chung sống cả đời. Tổ của chúng thường gần với ao hồ hay các nguồn nước khác, phổ biến nhất trên các đảo nhỏ để có sự bảo vệ tốt hơn trước những loài thú ăn thịt, nhưng một số loài cũng làm tổ trên các vách đá hay núi đá dốc và lởm chởm, gần với mặt nước, hặc đôi khi là các lỗ trên thân cây. Tổ được lót khá dày bằng lông vũ mềm, được con mẹ rỉa ra từ ngực và bụng nó. Mỗi lần chúng đẻ từ 3 tới 8 trứng và ấp trong vòng 21-30 ngày. Ngỗng non được cả ngỗng bố lẫn ngỗng mẹ dẫn xuống nước để kiếm ăn trong ao hồ hay trên mặt đất gần với bờ ao hồ nơi mà chúng có thể nhanh chóng rút lui nếu bị đe dọa; cả ngỗng bố lẫn ngỗng mẹ đều rất hung hãn trong việc bảo vệ các con của chúng. Ngỗng con được ngỗng bố mẹ nuôi trong vòng 40-60 ngày. Ngỗng non thuần thục sinh học khoảng sau 2 năm tuổi và đôi khi có thể sinh sản ở tầm tuổi này, nhưng nói chung chúng không sinh đẻ cho tới khi đạt 3-4 năm tuổi.

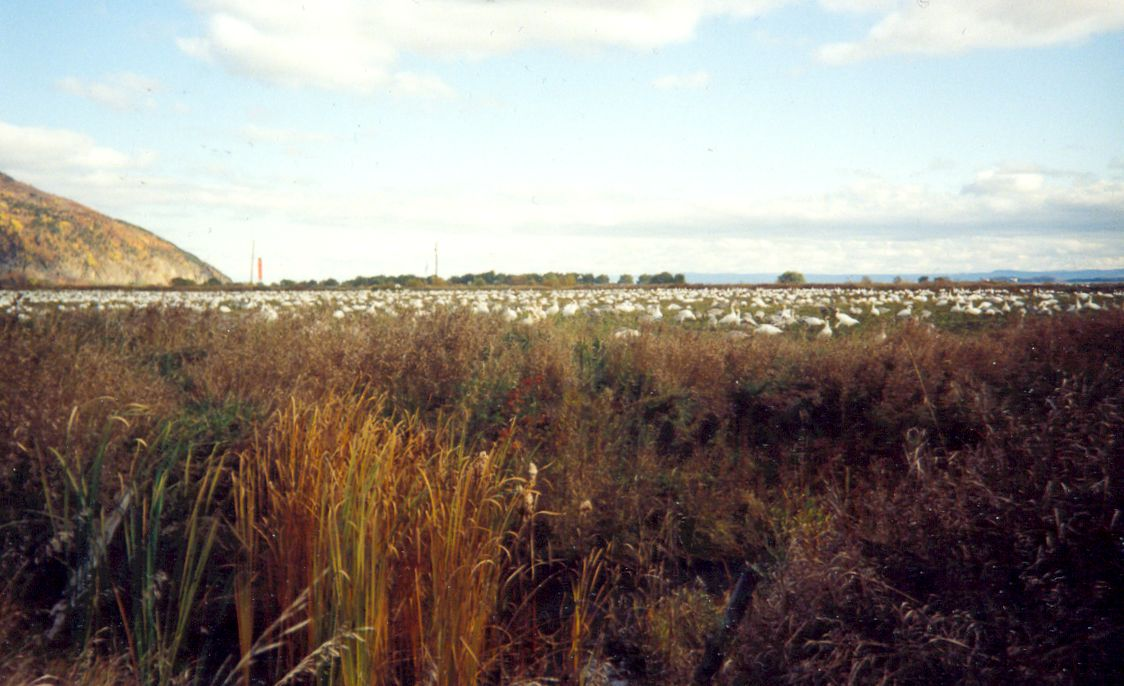
Một phần của bầy lớn các con ngỗng tuyết về mùa đông

Kích thước cơ thể, kích thước mỏ, tốc độ phát triển và chiến lược di trú tùy thuộc mạnh theo từng loài, với các loài nhỏ hơn sinh sản trong khu vực cận kề Bắc cực và các loài to lớn hơn trong khu vực ôn đới; các loài nhỏ hơn cũng có mỏ nhỏ hơn và con của chúng phát triển nhanh hơn trong mùa hè ngắn ngủi ở vùng Bắc cực. Các loài nhỏ hơn này cũng di cư xa hơn về phía nam tới các khu vực ấm áp trong mùa đông, trong khi các loài to lớn hơn, do có khả năng chịu đựng tốt hơn trước băng tuyết, chỉ di trú ở khoảng cách ngắn. Một vài quần thể ngỗng xám là định cư, nói chung chúng không di trú. Vì thế các loài chi này tuân theo quy tắc Bergmann dựa trên khả năng thích ứng trú qua đông chứ không phải sự thích ứng sinh sản của chúng.
Các cặp sinh sản nói chung có xu hướng giữ lãnh thổ khá mạnh, cụ thể là chúng bảo vệ lãnh thổ kiếm ăn cho các con của chúng, nhưng chúng cũng có thể tạo thành các bầy đàn sinh sản có kích thước đáng kể, cụ thể là ở ngỗng chân hồng. Tất cả các loài có thể sống thành bầy ở các mức độ khác nhau trong mùa đông, khi chúng có thể tạo ra các bầy rất lớn (chẳng hạn tới 800.000 ngỗng tuyết chỉ cư ngụ tại một chỗ) ăn các loại cây trồng và gốc rạ.

## Quan hệ với con người và tình trạng bảo tồn
Hai loài trong chi này có tầm quan trọng thương mại lớn, do chúng đã được thuần hóa để trở thành ngỗng nhà. Đó là ngỗng nhà châu Âu được thuần hóa từ ngỗng xám và ngỗng nhà châu Á cùng một vài giống ngỗng nhà châu Phi có ngồn gốc từ ngỗng thiên nga.
Phần lớn các loài ngỗng hoang bị săn bắn ở các phạm vi và mức độ khác nhau; tại một số khu vực, một vài quần thể là nguy cấp do săn bắn thái quá. Đáng chú ý có ngỗng ngực trắng nhỏ được IUCN liệt kê như là dễ thương tổn trong cả vùng phân bố của nó. Do săn bắn thái quá và do sự phá hủy môi trường sống quá mạnh nên quần thể ngỗng thiên nga hiện nay đang trên đà tuyệt chủng và nó được liệt kê như là loài nguy cấp.
Các loài ngỗng khác được hưởng lợi từ sự giảm xuống của việc săn bắn kể từ cuối thế kỷ 19/đầu thế kỷ 20, với các loài ở Tây Âu và Bắc Mỹ có sự gia tăng số lượng đáng kể. Trong một số trường hợp, điều này mâu thuẫn với lợi ích của nông dân khi các bầy lớn ăn trụi các loại cây trồng vào mùa đông.